# Neofascismo

A cruz céltica, símbolo do neofascismo.

Neofascismo é uma ideologia pós-Segunda Guerra Mundial a qual inclui elementos significativos do fascismo. O termo neofascista pode ser aplicado a grupos que expressem uma admiração específica por Benito Mussolini e pela Itália fascista. O neofascismo geralmente inclui nacionalismo, nativismo, anticomunismo e oposição ao sistema parlamentarista e à democracia. A alegação de que um grupo seja neofascista pode ser calorosamente contestada, particularmente se o termo for usado como um epíteto político. Alguns regimes pós-II Guerra Mundial têm sido descritos como neofascistas devido a sua natureza autoritária, e, às vezes, por sua fascinação pela ideologia e rituais fascistas.
A tradição de regimes populistas e autoritários da América Latina que deram origem aos caudilhos do século XIX e início do século XX, e várias juntas militares que tomaram o poder durante a Guerra Fria criaram condições favoráveis para o surgimento de grupos e mesmo de governos alinhados com alguns ou vários pontos do ideário fascista. A maioria das juntas constituíram-se como ditaduras militares tradicionais, e alguns destes regimes (como o argentino), deram guarida a ex-nazistas tais como Adolf Eichmann e apoiaram movimentos neofascistas (como a Alianza Anticomunista Argentina).

## Definição
O neofascismo geralmente inclui ultranacionalismo, supremacia racial, populismo, autoritarismo, nativismo, xenofobia e sentimento anti-imigração, bem como oposição à democracia liberal, parlamentarismo, liberalismo, marxismo, capitalismo, comunismo e socialismo. Alegações de que um grupo é neofascista podem ser muito contestadas, especialmente quando o termo é usado como um epíteto político. Alguns regimes pós-Segunda Guerra Mundial foram descritos como neofascistas devido à sua natureza autoritária e, às vezes, devido ao seu fascínio e simpatia pela ideologia e rituais fascistas. Pós-fascismo é um rótulo que foi aplicado a vários partidos políticos europeus que defendem uma forma modificada de fascismo e participam da política constitucional. Para além das formas políticas e ideológicas adotadas (esquerda versus direita), ou seja, dos "rótulos" que certo movimento ou grupo político adotem ou expressem, o essencial é definir, a partir de suas ações concretas e "endopolíticas" (discurso interno), se certo movimento é contra ou a favor à democracia, à pluralidade de ideias e a ampliação do espectro democrático nacional, ou se, pelo contrário, fomentam internamente um discurso totalitário, antidemocrático, racista, xenófobo, a favor da concentração de poder do Estado e contra minorias.
O neofacismo é uma manifestação do chamado "Extremismo de direita", sendo esse um termo coletivo para ideologias e atividades políticas fascistas, neonazistas ou ultranacionalistas. Eles se orientam pela filiação étnica, disputam e lutam pelo direito de todas as pessoas à igualdade social e jurídica e representam uma compreensão antipluralista, antidemocrática e autoritária da sociedade. Politicamente, eles querem transformar o Estado-nação em uma “comunidade popular” autoritária. "Povo" e "Nação" são definidos em termos de racismo ou etnopluralismo. As características de tais conceitos são vários símbolos e signos extremistas de direita, revisionismo histórico em relação a certas épocas, como o fascismo italiano e o tempo do nacional-socialismo, islamofobia ou “crítica ao islamismo”, antissemitismo, xenofobia, bem como antissemitas, antiamericanas e/ou outras teorias da conspiração. Atos organizados de violência extremista de direita são chamados de terrorismo de direita. As autoridades estatais nacionais definem e tratam o extremismo de direita de forma diferente. As contramedidas incluem meios civis e criminais de democracia militantes.
O termo contém uma posição substantiva - politicamente "correta" - e um componente formal - extremismo. Ambos os componentes não são claros e estão sujeitos a críticas. A divisão do espectro político em “direita ” e “esquerda ” com base na disposição dos assentos na Assembleia Nacional Francesa de 1789 refere-se a um “meio” indefinido da sociedade, que historicamente tem sido definido com grande variabilidade. Posições que eram populares antes de 1945 e eram consideradas moderadas, como o revisionismo de tratados na República de Weimar, agora são consideradas extremistas de direita. Além disso, o termo avalia algo como "extremista" e assim define indiretamente o "meio" político como a normalidade ameaçada desde a "borda externa". Isso serviu principalmente para defender a ordem existente contra teorias, pessoas, grupos e suas políticas definidas dessa maneira. Portanto, aqueles classificados como extremistas de direita raramente usam esse termo para se descreverem, mas hoje principalmente como “ conservadores ”, “ conservadores de direita ” ou “nacionais”. Isso vai demarcar conservadorismo democrático constitucional e patriotismo, que o termo vago “extremismo de direita” deveria alcançar, torna-se mais difícil. Cientistas políticos, sociólogos e funcionários da proteção constitucional fazem a delimitação correspondente por meio de delimitações mais detalhadas em termos de conteúdo, que o próprio termo tradicional não contém.
Coloquialmente, os termos “extremismo de direita” e “radicalismo de direita” são muitas vezes equiparados ou não claramente distinguidos um do outro. Brigitte Bailer-Galanda do arquivo de documentação da resistência austríaca criticada em 2008: "Infelizmente, há também o uso simultâneo e aparentemente sinônimo dos termos radicalismo de direita e extremismo de direita na literatura científica especializada, o que desencadeia e promove confusão conceitual mesmo entre os interessados." Em 1924, o Vossische Zeitung nomeou “todos os grupos, federações e associações que se autodenominam parcialmente étnicas, parcialmente alemãs-sociais, parcialmente alemãs, parcialmente nacional-socialistas […].”
Desde a década de 1970, o Escritório Alemão para a Proteção da Constituição tem usado o termo "extremismo de direita" para conteúdo anticonstitucional e atividades dirigidas contra a Ordem Básica Democrática Livre (FDGO), enquanto o termo "radicalismo de direita" tem sido utilizado para fins políticos no espectro democrático, que são vistos como expressão de uma crítica radical legítima a uma ordem social existente a ser compreendida. A definição de ambos os termos é (a partir de 2008) controversa na ciência e é complicada por seu uso historicamente inconsistente. A sugestão de alguns autores de "reservar o atributo extremista para os objetos de observação das autoridades para a proteção da constituição e usar o termo radicalismo para o campo de atuação muito mais amplo das ciências sociais " não conseguiu até agora ganhar aceitação. Em 2018, o sociólogo Wilhelm Heitmeyer propôs o termo “radicalismo nacional autoritário” porque os fenômenos correspondentes de populismo de direita e extremismo de direita visam desestabilizar instituições importantes para a sociedade.

## História
Segundo Jean-Yves Camus e Nicolas Lebourg, a ideologia neofascista surgiu em 1942, depois que a Alemanha nazista invadiu a URSS e decidiu reorientar sua propaganda em um terreno europeísta. A Europa tornou-se então o mito e a utopia dos neofascistas, que abandonaram as teorias anteriores de desigualdades raciais dentro da raça branca para compartilhar uma postura euro-nacionalista comum após a Segunda Guerra Mundial, encarnada na Europa de Oswald Mosley uma Política da nação. A seguinte cronologia pode, portanto, ser delineada: uma gestação ideológica antes de 1919; a experiência histórica do fascismo entre 1919 e 1942, desdobrou-se em várias fases; e finalmente o neofascismo de 1942 em diante.
Inspirando-se na República Social Italiana, o neofascismo institucional tomou a forma do Movimento Social Italiano (MSI). Tornou-se um dos principais pontos de referência da extrema-direita europeia até o final dos anos 1980, e "o melhor (e único) exemplo de um partido neofascista", nas palavras do cientista político Cas Mudde. Por iniciativa do MSI, o Movimento Social Europeu foi estabelecido em 1951 como uma organização pan-europeia de grupos e figuras neofascistas de mentalidade semelhante, como a Falange franquista, Maurice Bardèche, Per Engdahl e Oswald Mosley. Outras organizações, como a Jeune Nation da França, pediram no final dos anos 1950 uma insurreição extraparlamentar contra o regime na medida em que resquícios de estratégias fascistas pré-guerra. A principal força motriz dos movimentos neofascistas era o que eles viam como a defesa de uma civilização ocidental da ascensão do comunismo e do Terceiro Mundo, em alguns casos a perda do império colonial.
Em 1961, Bardèche redefiniu a natureza do fascismo em um livro considerado influente na extrema-direita europeia em geral intitulado Qu'est-ce que le fascisme? (O que é fascismo?). Ele argumentou que os fascistas anteriores cometeram essencialmente dois erros, pois concentraram seus esforços nos métodos em vez da "ideia" original; e eles erroneamente acreditavam que a sociedade fascista poderia ser alcançada através do estado-nação em oposição à construção da Europa. Segundo ele, o fascismo poderia sobreviver ao século XX em uma nova roupagem metapolítica se seus teóricos conseguirem construir métodos inventivos adaptados às mudanças de seu tempo; o objetivo é a promoção do projeto político-cultural fascista central, em vez de tentativas vãs de reviver regimes condenados.
Além disso, Bardèche escreveu: "O partido único, a polícia secreta, as demonstrações públicas de cesarismo, até mesmo a presença de um Führer não são necessariamente atributos do fascismo. [...] Os famosos métodos fascistas são constantemente revisados e continuará a ser revisto. Mais importante do que o mecanismo é a ideia que o fascismo criou para si de homem e liberdade. [...] Com outro nome, outro rosto, e sem nada que traia a projeção do passado, com o forma de criança que não reconhecemos e cabeça de uma jovem Medusa, a Ordem de Esparta renascerá: e paradoxalmente será, sem dúvida, o último bastião da Liberdade e da doçura de viver.
No espírito da estratégia de disfarce de Bardèche por meio da mudança de estrutura, o MSI desenvolveu uma política de inserção (inserção, entrismo), que dependia de ganhar aceitação política por meio da cooperação com outros partidos dentro do sistema democrático. No contexto político da Guerra Fria, o anticomunismo começou a substituir o antifascismo como tendência dominante nas democracias liberais. Na Itália, o MSI tornou-se um grupo de apoio no parlamento para o governo democrata-cristão no final dos anos 1950 e início dos anos 1960, mas foi forçado a voltar ao "gueto político" após protestos antifascistas e violentos confrontos de rua ocorridos entre a esquerda radical e a extrema direita grupos, levando ao fim do Gabinete Tambroni apoiado pelos fascistas de curta duração em julho de 1960. De acordo com o psicólogo David Pavón-Cuéllar, da Universidad Michoacana de San Nicolás de Hidalgo, o surgimento do neoliberalismo no final do século XX levou os políticos neoliberais a utilizar o neofascismo removendo com autoridade todos os limites ao capital (incluindo leis trabalhistas, direitos sociais e pautas), através da estetização da política e usando o narcisismo das pequenas diferenças para encontrar um alvo para o ódio explorar a fim de manter uma hierarquia social em vez de proteger todos os indivíduos.

## Causas e descrição
Vários historiadores e cientistas políticos apontaram que as situações em vários países europeus nas décadas de 1980 e 1990, em particular na França, Alemanha e Itália, eram de certa forma análogas às condições na Europa no período entre a Guerra Mundial I e II Guerra Mundial que deram origem ao fascismo em seus muitos disfarces nacionais. Constantes crises econômicas, incluindo alto desemprego, ressurgimento do nacionalismo, aumento dos conflitos étnicos e a fraqueza geopolítica dos regimes nacionais estavam todos presentes e, embora não fosse uma correspondência exata de um para um, as circunstâncias eram semelhantes o suficiente para promover a início do neofascismo como um novo movimento fascista. Como o nacionalismo intenso quase sempre faz parte do neofascismo, os partidos que compõem esse movimento não são pan-europeus, mas são específicos para cada país em que surgem; fora isso, os partidos neofascistas e outros grupos têm muitos traços ideológicos em comum.
Embora certamente de natureza fascista, alguns afirmam que existem diferenças entre o neofascismo e o que pode ser chamado de "fascismo histórico", ou o tipo de neofascismo que surgiu logo após a Segunda Guerra Mundial. Alguns historiadores afirmam que os partidos neofascistas contemporâneos não são antidemocráticos porque operam dentro do sistema político de seu país. Se essa é uma diferença significativa entre o neofacismo e o fascismo histórico é questionada por outros estudiosos, que apontam que Hitler trabalhou dentro do sistema político existente da República de Weimar para obter o poder, embora tenha sido necessário um processo antidemocrático, mas constitucional, na forma de nomeação presidencial, em vez de eleição através do Reichstag. Outros apontam que os atuais neofascistas não são de natureza totalitária, mas a organização de seus partidos nos moldes do Führerprinzip parece indicar o contrário. O historiador Stanley G. Payne afirma que as diferenças da situação atual com a dos anos entre guerras e o fortalecimento da democracia nos países europeus desde o fim da guerra impedem um retorno geral do fascismo histórico e fazem com que verdadeiros grupos neofascistas sejam pequeno e permanecer à margem. Para Payne, grupos como a Frente Nacionalna França não são neofascistas por natureza, mas apenas "partidos radicais de direita" que irão, com o tempo, moderar suas posições para alcançar a vitória eleitoral.
O problema dos imigrantes, legais e ilegais ou irregulares, sejam chamados de "estrangeiros", "trabalhadores estrangeiros", "refugiados econômicos", "minorias étnicas", "requerentes de asilo" ou "estrangeiros", é uma questão central neofascista, intimamente ligados ao seu nativismo, ultranacionalismo e xenofobia, mas as especificidades diferem um pouco de país para país devido às circunstâncias prevalecentes. Em geral, o ímpeto anti-imigrante é forte quando a economia está fraca ou o desemprego é alto, e as pessoas temem que pessoas de fora estejam tomando seus empregos. Por causa disso, os partidos neofascistas têm mais tração eleitoral em tempos econômicos difíceis. Mais uma vez, isso reflete a situação nos anos entre guerras, quando, por exemplo, a Alemanha sofria de uma incrível hiperinflaçãoe muitas pessoas tiveram suas economias varridas. Na Europa contemporânea, os principais partidos políticos veem a vantagem eleitoral que os partidos neofascistas e de extrema-direita obtêm de sua forte ênfase no suposto problema do outsider, e então são tentados a cooptar a questão movendo-se um pouco para a direita. a questão dos imigrantes, na esperança de livrar alguns eleitores da extrema direita. Na ausência na Europa do pós-guerra de um forte movimento socialista, isso tende a deslocar o centro político para a direita em geral.
Embora tanto o fascismo histórico quanto o neofascismo contemporâneo sejam xenófobos, nativistas e anti-imigrantes, os líderes neofascistas têm o cuidado de não apresentar esses pontos de vista de maneira tão forte a ponto de traçar paralelos óbvios com eventos históricos. Tanto Jean-Marie Le Pen, da Frente Nacional da França, quanto o Partido da Liberdade da Áustria, de Jörg Haiderm nas palavras do historiador Tony Judt, "revelaram [seus] preconceitos apenas indiretamente". Judeus não seriam castigados como um grupo, mas uma pessoa seria especificamente nomeada como perigosa que por acaso fosse um judeu. A apresentação pública de seus líderes é uma diferença de princípio entre os neofascistas e os fascistas históricos: seus programas foram "finamente aprimorados e 'modernizados'" para atrair o eleitorado, uma "'ideologia de extrema direita com um verniz democrático'". Os neofascistas modernos não aparecem em "botas e camisas marrons", mas em ternos e gravatas. A escolha é deliberada, pois os líderes dos vários grupos trabalham para se diferenciar dos líderes brutais do fascismo histórico e também para esconder quaisquer linhagens e conexões que ligam os atuais líderes aos movimentos fascistas históricos. Quando estes se tornam públicos, como aconteceu no caso de Haider, isso pode levar ao seu declínio e queda.

## Redes internacionais
Em 1951, a aliança neofascista da Nova Ordem Europeia (NEO) foi criada para promover o nacionalismo pan-europeu. Era um grupo dissidente mais radical do Movimento Social Europeu. O NEO teve suas origens na conferência de Malmö de 1951, quando um grupo de rebeldes liderados por René Binet e Maurice Bardèche se recusou a ingressar no Movimento Social Europeu, pois achavam que não ia suficientemente longe em termos de racismo e anticomunismo. Como resultado, Binet juntou-se a Gaston-Armand Amaudruz em uma segunda reunião naquele mesmo ano em Zurique para criar um segundo grupo que se comprometeu a fazer guerra contra comunistas e não- brancos.
Vários regimes da Guerra Fria e movimentos neofascistas internacionais colaboraram em operações como assassinatos e atentados de bandeira falsa. Stefano Delle Chiaie, que participou dos Anos de Chumbo da Itália, participou da Operação Condor ; organização do atentado de 1976 contra o democrata-cristão chileno Bernardo Leighton. Vincenzo Vinciguerra escapou para a Espanha franquista com a ajuda do SISMI, após o ataque de Peteano em 1972, pelo qual foi condenado à prisão perpétua. Junto com Delle Chiaie, Vinciguerra testemunhou em Roma em dezembro de 1995 perante a juíza María Servini de Cubría, afirmando que Enrique Arancibia Clavel (um ex-agente da polícia secreta chilena processado por crimes contra a humanidade em 2004) e o expatriado americano agente da DINA Michael Townley estavam diretamente envolvidos no assassinato do general Carlos Prats. Michael Townley foi condenado na Itália a 15 anos de prisão por ter servido de intermediário entre a DINA e os neofascistas italianos.
Os regimes da Espanha franquista, do Chile de Augusto Pinochet e do Paraguai de Alfredo Stroessner participaram juntos da Operação Condor, que visava adversários políticos em todo o mundo. Durante a Guerra Fria, essas operações internacionais deram origem a alguma cooperação entre vários elementos neofascistas engajados em uma " Cruzada contra o Comunismo". O terrorista anti - Fidel Castro Luis Posada Carriles foi condenado pelo atentado ao voo 455 da Cubana em 6 de outubro de 1976. De acordo com o Miami Herald, este atentado foi decidido na mesma reunião em que se decidiu atingir o ex-ministro chileno Orlando Letelier, assassinado em 21 de setembro de 1976. Carriles escreveu em sua autobiografia que "nós, os cubanos, não nos opusemos a uma tirania isolada, nem a um sistema particular de nossa pátria, mas que tínhamos diante de nós um inimigo colossal, cuja cabeça principal estava em Moscou, com seus tentáculos perigosamente estendidos em todo o planeta."

## Principais características
Extremismo de direita é um termo coletivo para ideologias cujo núcleo comum é a supervalorização da etnia, o questionamento da igualdade de todas as pessoas e uma compreensão antipluralista e autoritária da sociedade. O uso de teorias da conspiração pode substituir uma análise racional das mazelas sociais. Isso serve tanto para aliviar quanto para integrar grupos extremistas de direita. Além disso, as teorias da conspiração são usadas para criar ligações históricas ao fascismo e ao nacional-socialismo, com base no chamado revisionismo histórico. A alegação de uma "conspiração judaica mundial" é um exemplo ou a conexão com elementos da teoria da conspiração do antiamericanismo. As características estruturais do extremismo de direita incluem dogmatismo, senso de missão e um modo de pensar pronunciado em preto e branco (absolutos). No estilo político, observa-se uma latência e aceitação da violência, que encontra sua expressão principalmente em ataques verbais a opositores políticos e a quem pensa diferente.

### Etnicismo
Apesar de todas as outras diferenças, os extremistas de direita enfatizam que grupos de pessoas naturalmente pertencem a um povo ou uma nação entendida como um grupo étnico (unidade de descendência) ou raça. As pessoas são tão fortemente moldadas por suas origens biológicas e culturais que a coexistência pacífica, igual e autodeterminada de diferentes grupos étnicos em um estado não é possível. A sociedade deve, portanto, ser unificada em um “ corpo nacional ” homogêneo. Nacionalismo exagerado e muitas vezes racismo acompanhado, ou seja, a exaltação do próprio povo em relação a outros grupos étnicos e nações. Para justificar isso, ainda é feita referência às teorias raciais, que supostamente fornecem uma explicação científica aparente para os argumentos racistas. Sua forma pode variar e geralmente é apenas vagamente delineada. O "povo" nem sempre é claramente definido "racialmente", mas muitas vezes é parafraseado com um etnopluralismo que enfatiza as peculiaridades dos povos para distinguir sua própria unidade de descendência de outros povos e minorias étnicas e afastar conceitos de multiculturalismo. Em vez da superioridade da própria nação, esse conceito enfatiza parcialmente a superioridade da própria cultura e dela deriva uma pretensão de supremacia. No darwinismo social mais antigo, por outro lado, uma compulsão pela autoafirmação nacional é postulada tanto interna quanto externamente.

### Desigualdade de pessoas
Os extremistas de direita baseiam um valor inferior e status legal em certos indivíduos e grupos com base em diferenças étnicas, culturais, religiosas e biológicas. Isso inevitavelmente resulta em atitudes de amigo ou inimigo e intolerância em relação a pessoas de outras origens e origens. Geralmente não são todos os estrangeiros que são rejeitados, mas grupos étnicos, raciais e/ou culturais muito específicos que parecem estrangeiros e se desviam de suas próprias normas que geralmente não são definíveis com precisão. É feita uma distinção entre estrangeiros avaliados positivamente (bem-vindos) e avaliados negativamente (indesejados), e o segundo grupo é ativamente excluído.

### Antipluralismo
Os extremistas de direita não veem possibilidade de coexistência pacífica de diferentes interesses e visões em um país. Os conflitos sociais e os desentendimentos são vistos como prejudiciais à comunidade. A causa dos conflitos sociais é vista na desigualdade das pessoas. Portanto, instituições políticas pluralistas devem ser substituídas por instituições autoritárias. O Estado de Direito é visto como uma instituição que “desintegra” a comunidade nacional e seus fundamentos, como o parlamentarismo, a oposição democrática e a concessão de direitos fundamentais iguais, são deslegitimados e/ou combatidos. Os esforços para integrar pessoas de outras origens e o conceito de uma sociedade multicultural também são rejeitados e difamados como "crimes contra o próprio povo".

### Autoritarismo
Os extremistas de direita querem substituir o Estado-nação por uma comunidade autoritária. Uma compreensão autoritária da política baseada em estruturas hierárquicas e centralizadas sob a liderança de “elites” nacionais é característica. Uma vontade idêntica do povo é reivindicada, de modo que "liberdade" significa submeter-se a ela. A autodeterminação individual e a igualdade de oportunidades são combatidas em favor da unidade social compulsória. Em termos de política externa, isso geralmente resulta em uma política voltada para a demarcação, aumento do poder militar e econômico, “limpeza” étnica e/ou expansão territorial, dependendo da situação específica do país.

## Tendências no cenário internacional
A crescente cena extremista de direita internacional usa principalmente a internet para comunicação. Mas manifestações conjuntas, shows de rock de direita e eventos também são organizados. A rede internacional desempenha um papel importante na venda de produtos com símbolos especiais que são proibidos em alguns países. Richard Stöss vê a extensão do networking (rede) entre extremistas de direita como um importante indicador da ameaça potencial que eles representam. Uma identidade coletiva emerge da ideia de pertencer a uma raça comum e a uma cultura comum (Ocidente).

### Redes de extrema-direita
Estão a ser feitas tentativas para criar um grupo extremista de direita no Parlamento Europeu. A facção Identidade, Tradição, Soberania existiu de janeiro a novembro de 2007. Isso foi precedido por esforços para criar uma plataforma eleitoral europeia uniforme para as eleições europeias de 2004 sob a égide da Frente Nacional Europeia. Uma primeira tentativa dos extremistas de direita de se estabelecerem a nível europeu foi a fundação da rede nazista Movimento Social Europeu em 1951 em Malmö (Suécia). Na América do Norte, foram fundados os neonazistas Hammerskins, que hoje têm filiais em vários países. A rede Blood and Honor fundada por Ian Stuart Donaldson e seu "braço armado" Combat 18 também operam internacionalmente.

## Influência em outras cenas e subculturas
Uma proporção relativamente constante da população dos países industrializados modernos tem atitudes extremistas de direita, de acordo com o estudo SINUS sobre extremismo de direita em torno de 12 a 13 por cento na Alemanha. No entanto, existem subculturas em que os extremistas de direita preferem se movimentar, expressar abertamente suas opiniões e pontos de vista e/ou tentar conquistar novos apoiadores. Para fins de propaganda, os agitadores extremistas de direita geralmente procuram culturas de protesto que tenham pontos de contato temáticos. Apenas algumas cenas, como Rock Against Communism, consistem exclusivamente de extremistas de direita confessos. Com os skinheads eles só fazem parte do espectro. Por causa da grande atenção da mídia, quase toda a cena skinhead é publicamente associada ao extremismo de direita. Isso coincide em parte com as estratégias dos extremistas de direita de se apropriarem de uma cena por meio de certas marcas de roupas, símbolos e imitação de formas de comportamento (Estratégias Querfront) a fim de simular ampla aceitação social ou pelo menos hegemonia.

### Hooligans e Ultras
Hooligans são pessoas que atraem a atenção por meio de comportamentos agressivos, principalmente no contexto de determinados eventos esportivos, como partidas de futebol. Eles não são apenas de fãs comuns e ultras, mas também para se diferenciar de outros grupos, cenas e indivíduos por cultivarem um tipo específico e característico de violência. Os primeiros incidentes de hooligans datam do final do século 19. Em alguns casos, os nomes dos grupos de hooligans indicam se eles têm motivação política ou não. A polícia estima que menos de 6% dos hooligans são organizados, mas muito mais têm atitudes de extrema-direita, sugerindo coisas como gritar slogans racistas ou xenófobos nos estádios. Muitos desses hooligans pertencem à cena skinhead, alguns também à cena ultra. Em 2008, um grupo de hooligans extremistas de direita, o Blue White Street Elite, foi banido pela primeira vez pelo Ministério do Interior da Saxônia-Anhalt. O grupo recorreu da proibição. Depois de ser remetida pelo Tribunal Constitucional Federal no processo de apelação, a proibição foi levantada no segundo processo legal pelo Tribunal Administrativo Superior da Saxônia-Anhalt em 2010. O Tribunal Administrativo Superior concluiu que o grupo não era uma associação na acepção da Lei das Associações e que, portanto, a proibição era ilegal (Az. 3 K 380/10).

### Música
Desde o início da década de 1980, várias formas de música leve têm sido cada vez mais usadas como veículo para ideias extremistas de direita e neonazistas. O termo "rock de direita" tornou-se comum para isso no mundo de língua alemã, inclusive entre os próprios destinatários. Em inglês, "RAC" é usado como abreviação de Rock Against Communism.

### Extremistas de direita e esoterismo folclórico
O esoterismo de extrema direita ou esoterismo folclórico refere-se a sistemas de ideias, valores e teorias que combinam ideias esotéricas com ideias folclóricas ou racistas e muitas vezes se ligam à Ariosofia. O historiador e jornalista Stefan Meining entende "esoterismo de direita" como um "termo coletivo para direções e práticas ideológicas [...], que se caracterizam nas mais diversas formas pelo esclarecimento sobrenatural, conhecimento secreto, consciência de grupo e elite e em seus escritos padrões de explicação anti -iluminista com misturas de teorias de conspiração mundiais.

### Neopaganismo
Extremistas de direita ocasionalmente usam símbolos, runas e nomes "nórdicos" como marcas de identificação. Exemplos de organizações neopagãs de extrema direita na Alemanha incluem a Frente Deutsche Heidnische e a Armanen-Orden. Em alguns grupos extremistas de direita, é propagada uma "medicina germânica", que usa argumentos da medicina alternativa para divulgar práticas de cura supostamente germânicas. O postulado de uma arte de cura germânica remonta à era nazista.

### Pátria, Animais e Conservação
Com base em um conceito retrógrado e romantizante de pátria, os neonazistas estão tentando retornar aos temas da natureza e proteção da pátria na tradição nacional-socialista. Ao fazê-lo, a proteção ambiental e a conservação da natureza estão ligadas a conteúdos folclóricos, racistas, islamofóbicos e antissemitas, por exemplo, através da afirmação de um “inconfundível caráter folclórico e capacidade de sobrevivência ('eternidade')”. Desde a década de 1980, a rejeição ao abate foi propagada e associada à propaganda anti-islâmica e ao anti-semitismo. A revista "Umwelt & Aktiv" é considerada a publicação ecológica mais importante do extremismo de direita na Alemanha.
A importância da proteção da natureza na ideologia do extremismo de direita, baseada no nacional-socialismo, não deve ser superestimada. A natureza era um conceito-chave na ideologia nazista, e o período de 1933 a 1945 foi um período crucial no desenvolvimento da conservação da natureza. Ele se beneficiou imensamente, o que muitas vezes é mais conhecido por muitos extremistas de direita do que por conservacionistas.
A suposta superioridade da "raça alemã" foi derivada pelos nacional-socialistas de um mito que assumiu uma relação especial com a natureza para os "teutões" e posteriormente para os alemães. Eles construíram sobre a escrita de Tacitus De origine et situ Germanorum (Da Origem e Local dos Germanos) e assumiu que os "teutões" eram um povo não mestiço, de "raça pura" que, além disso, havia sido endurecido física e psicologicamente pelo ambiente inóspito que os cercava - neve, geada, florestas profundas, animais selvagens etc. Daí as características supostamente superiores que os diferenciam dos demais povos e que se desenvolveram e transmitiram geneticamente através das gerações. Isso pretendia justificar a "superioridade" da nação alemã. Deste ponto de vista, era lógico que a "natureza primeva alemã" recebesse um valor proeminente e exigisse proteção especial. Como resultado, Hermann Goering emitiu z. B. 1935 a Lei de Conservação da Natureza do Reich. Os agricultores, como a profissão mais ligada ao "solo sagrado alemão", receberam cuidados especiais, por exemplo. B. pelo Reichserbhofgesetz de 1933.
Os extremistas de direita retomam o padrão argumentativo descrito na área de proteção da natureza e do meio ambiente quase ininterrupto. As declarações neste contexto são, por exemplo, na página inicial do NPD em Mecklemburgo-Pomerânia Ocidental para ler sob a palavra-chave "agricultura responsável". Aqui, como antes, o campesinato é heroico. Na tradição Artaman, ele é entendido como a célula biológica primordial do Estado a ser protegida: "O campesinato alemão é da maior importância do ponto de vista econômico, folclórico-biológico e cultural, o que significa que o Estado tem dever de proteger."
O partido de extrema-direita "Der III A Weg ” defende uma proteção ambiental biologicamente definida que inclua também a conservação da natureza. “A proteção do meio ambiente é a proteção da pátria. […] Objetivo do partido é a criação ou restauração de um ambiente que valha a pena viver, a preservação e o desenvolvimento da substância biológica das pessoas e a promoção da flora e da fauna, mas também da "pureza genética" dos seres humanos, animais e plantas de uma perspectiva extremista de direita. Isso se refere implicitamente aos movimentos nacionalistas e racistas da alemanha e a “ ideologia do sangue e do solo ” do nacional-socialismo que se baseava nele. Na percepção dos extremistas de direita, os animais, fungos ou plantas “alienígenas”, os chamados neobiota, falsificam a noção estética reacionária de “natureza alemã”. A agricultura de formato industrial também é rejeitada nesses círculos porque os extremistas de direita muitas vezes suspeitam de uma “elite judaica” por trás das corporações internacionais envolvidas. A segurança interna assim entendida é basicamente dirigida contra todas as pessoas que não correspondem a um entendimento völkisch-alemão, pois estas - segundo a definição extremista de direita - não se enquadram na natureza e no ambiente local, mas a modificam e assim danificá-lo.

### Nacionalistas Autônomos (Alemanha)
Principalmente jovens neonazistas das fileiras dos camaradas de armas independentes se descrevem como “nacionalistas autônomos” (AN). Essa tendência tem suas origens em 1990, quando neonazistas associados à Alternativa Nacional (NA) ocuparam uma casa em Berlim-Lichtenberg, adotando uma forma de ação do movimento de ocupação de esquerda que era particularmente óbvia. Mas somente a partir de 2002 eles apareceram sob o nome de "Autonome Nationalisten" (nacionalistas autonômos) e imitaram conscientemente o movimento autônomo em suas formas de ação. Além de "agachar" (Estratégia), isso inclui chamar a atenção com adesivos e tintas em spray, atividades "antifa" e a aparição do uniforme como black block nas manifestações. Ocasionalmente, luvas pretas com protetores são usadas ou enfiadas ostensivamente nos bolsos traseiros, o que deve ser interpretado como um sinal de prontidão para usar a violência, como em partes dos autonomistas ou hooligans.
Nos anos que se seguiram, jovens neonazistas individuais e pequenos grupos em toda a República Federal adotaram a designação e o estilo dos "nacionalistas autônomos". O objetivo é atender às necessidades de jovens e jovens adultos com visões de mundo extremistas de direita e neonazistas para um estilo de vida modernizado e não se conformar à imagem do obstinado e aos clichês de “nazistas de botas” e “skinheads”. Os "nacionalistas autônomos" se veem como provocadores deliberados dos velhos nazistas e rejeitam seu "germanismo preto-branco-vermelho" ou "romantismo de 1933". No passado, a aparição da cena extremista de direita em manifestações e comícios gerou tensões com o NPD (Partido Nacional Democrático da Alemanha), que, como partido eleitoral, tenta apresentar uma aparência moderada ao mundo exterior. Há também “nacionalistas autônomos” em alguns outros países, como a Suécia, onde Varenus Luckmann falou como seu representante no Festival das Nações em 2009.

### Skinheads

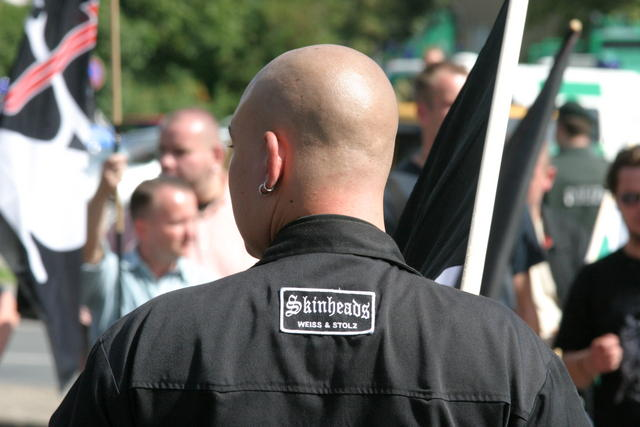
Neonazi ostentando a frase "Skinheads - Brancos e orgulhosos"

Skinhead é um termo coletivo para todos os membros da cultura skinhead, uma subcultura muito heterogênea e dominada por jovens que têm um código de vestimenta comum e cabeças raspadas do curto ao careca. Originalmente, os skinheads eram recrutados de simpatizantes da classe trabalhadora inglesa. No início da década de 1980, cada vez mais os chamados Naziskins se formaram na Alemanha, nos EUA e na Inglaterra, jovens neonazistsa cuja aparência estava ligada ao movimento skinhead. Estes logo moldaram a imagem pública dos neonazistas. Hoje, o termo skinhead é frequentemente usado de forma intercambiável com neonazista em público, mesmo em referência a neonazistas que não aparecem no hábito skinhead. Essa identificação foi promovida pela mídia de massa, que noticiou atos de violência racista ao invés de manifestações de skinheads contra o racismo. Tendo em vista o cenário politicamente muito heterogêneo, no entanto, essa equação (skinhead é igual a nazistaskin) está incorreta. Grupos nazistas bem conhecidos incluem Blood and Honor, Combat 18 e os Hammerskins. Alguns skinheads, em sua maioria oponentes dos nazistas, usam a palavra bonehead para eles porque geralmente estão completamente raspados ou têm cabelos muito curtos.

### Protesto contra medidas de proteção COVID-19
Inúmeros extremistas de direita estão entre os organizadores e participantes de manifestações de protesto contra as medidas de proteção devido à pandemia de COVID-19. Eles frequentemente demonstram lado a lado com teóricos da conspiração e esoteristas. Em geral, a afinidade com as teorias da conspiração e a rejeição das instituições democráticas estão intimamente ligadas ao extremismo de direita, o que leva a uma menor disposição para aceitar as medidas contra a pandemia. Um estudo de Christoph Richter et al. mostrou empiricamente uma conexão positiva entre os resultados eleitorais dos partidos de extrema direita e os números de incidência para a Alemanha no mesmo eleitorado durante as ondas de infecção por corona de 2020.

## Mídia
Extremistas de direita têm usado cada vez mais a Internet para comunicação desde cerca de 1993. Em alguns estados constitucionais, incluindo a Alemanha, esse é um problema que é observado e discutido publicamente, especialmente se a divulgação de conteúdo de extrema direita na Internet não estiver sujeita à legislação penal nacional. Como em outras áreas comparáveis, esse abuso desencadeou várias contramedidas sociais, estatais e internacionais.

## Símbolos e Caracteres
Apoiadores da cena extremista de direita internacional usam certos símbolos e sinais para mostrar sua posição em público. Como todos os símbolos, eles são usados para reconhecimento rápido, ou seja, representam um código entre grupos e países. Apoiadores da cena extremista de direita internacional usam certos símbolos e sinais para mostrar sua posição em público. Como todos os símbolos, eles são usados para reconhecimento rápido, ou seja, representam um código de grupo cruzado e de país cruzado. De acordo com a lei alemã, a exibição pública de quase todos os símbolos ou sinais extremistas de direita é proibida pela Seção 86 do Código Penal Código (difusão de propaganda por organizações inconstitucionais) e Artigo 86A do Código Penal (uso de sinais de organizações inconstitucionais) punidos. Após 1945, símbolos e signos da ideologia nacional-socialista, muitas vezes referidos coloquialmente como símbolos nazistas, foram retomados pela cena extremista de direita alemã e internacional, parcialmente reinterpretados e, especialmente na década de 1990, ampliados com novas abreviaturas e símbolos. Este desenvolvimento de novos símbolos ou a apropriação dos já existentes (mas não anteriormente com conotações de extrema-direita) também ocorreu como substituto dos símbolos proibidos. O desejo de usar personagens reconhecíveis apenas por insiders também desempenhou um papel aqui - embora muitos desses personagens anteriormente "secretos" agora também se tornem de conhecimento comum.

## Por Estado Nacional
O extremismo de direita é um fenômeno global. Além de um núcleo comum, no entanto, existem diferentes condições sociais em diferentes países, uma vez que o termo “direito” sempre se refere a um contexto histórico específico. Problemas particulares surgem com a demarcação precisa do extremismo religioso. Em países não democráticos, por outro lado, de acordo com a definição, não se pode falar de extremismo de direita.

### Estados Unidos
Na década de 1960, o Partido Nazista Americano (ANP) foi de maior importância. A Aliança Nacional (NA) ainda está ativa hoje. A Ku Klux Klan ainda está ativa hoje, especialmente nos estados do sul. A organização fundamentalista destina-se em particular a afro-americanos, judeus e católicos. Além disso, há a estrutura organizacional do NSDAP modelada após o NSDAP / AO de Gary "Gerhard" Lauck. Nos EUA, por causa do direito particularmente forte à liberdade de expressão, as pessoas que espalham ideias nazistas e outras ideias extremistas de direita não são processadas.
Os simpatizantes do movimento da milícia Terry Nichols e Timothy McVeigh realizaram um bombardeio em 19 de abril de 1995 do Murrah Federal Building em Oklahoma City. Até 11 de setembro de 2001, este foi o ataque terrorista mais mortal da história dos Estados Unidos, matando 168 pessoas. Ambos os perpetradores já foram condenados, McVeigh foi executado. O pano de fundo do ataque é considerado multicausal, motivos extremistas de direita não foram descartados. Em seu relatório anual, o Southern Poverty Law Center estima que o número de grupos de extrema-direita aumentou mais de 4% em 2008. Ele coloca o número total de tais grupos em 926. Em 7 de abril de 2009, o Departamento de Segurança Interna, em coordenação com o Federal Bureau of Investigation, emitiu um memorando de uso exclusivo sobre o extremismo de direita. Uma vez que mencionou veteranos americanos neste contexto, uma controvérsia pública se seguiu, como resultado da qual a Secretária de Segurança Interna dos Estados Unidos, Janet Napolitano, publicou uma declaração oficial. Finalmente, em maio de 2009, Napolitano anunciou que retiraria o memorando do site do DHS e o substituiria por um relatório mais preciso.

### Argentina
Em 1976 Isabel Perón, foi deposta por uma junta militar. A junta militar de Videla, que tomou parte da Operação Condor, apoiou vários movimentos neofascistas e de extrema direita e ao grupo terrorista neofascista Aliança Anticomunista Argentina (la Triple A). A SIDE apoiou o Golpe da Cocaína de Meza Tejada na Bolívia e treinou os "Contras" na Nicarágua.[carece de fontes?]

### Brasil
O governo brasileiro de Jair Bolsonaro é citado como o ponto de ascensão do neofascismo na América do Sul do século XXI, a partir do negacionismo da ciência, de uma retórica belicosa e medidas autoritárias que retiram direitos da população unida a uma política econômica fortemente neoliberal. Resultado de fatores como o antipetismo, o medo e a reação à insurgência de 2013, assim como também as crises econômicas de 2008 e de 2014, Jair Bolsonaro surgiu como uma opção viável, não por um projeto estratégico bem definido, mas quase que acidentalmente. Desta forma, a multiplicidade de grupos que constituem o bolsonarismo, as diversas alas (militar, ideológica, religiosa, capital, etc.) apresentam discordâncias pragmáticas, estratégias, objetivos e métodos distintos. O núcleo desse neofascismo brasileiro convergiu seus interesses e retórica com o fundamentalismo religioso pentecostal e ambos se aliaram com setores militares e think tanks liberais,de forma que dentro do bolsonarismo, há um bloco de poder constituído por conservadores não fascistas e neofascistas de extrema-direita; embora ainda sem o apoio de um movimento de massas amplo e fanático, que foi a base do fascismo europeu.

### Bolívia
Luis García Meza Tejada tomou o poder na Bolívia durante o Golpe da Cocaína em 1980, com o apoio dos neofascistas italianos Pierluigi Pagliai, o terrorista Stefano Delle Chiaie, e a junta militar Argentina. O regime foi acusado de apresentar tendências neofascistas e de admirar a parafernália e rituais nazistas. Hugo Banzer Suárez, que antecedeu Tejada, também manifestava admiração pelo nazifascismo.[carece de fontes?]

## Europa
Um relatório confidencial da situação da agência policial Europol em setembro de 2019 fala do aumento da violência extremista de direita e da rede internacional na Europa. Como resultado, o número de prisões relacionadas ao terrorismo de direita na Europa aumentou contínua e significativamente nos últimos três anos (2016: 12, 2017: 20, 2018: 44 prisões). Os sinais são os assassinatos de Walter Lübcke e do político britânico Jo Cox. Este último ato de violência está ligado a atividades relacionadas ao Brexit. Grupos radicais de direita estão tentando recrutar membros das autoridades militares e de segurança. Requerentes de asilo tornam-se objetos de terror da direita, muçulmanos, políticos, adversários políticos de esquerda e minorias sexuais. O tema também está na agenda da conferência dos ministros do Interior e da Justiça da UE no início de outubro de 2019.

### Grécia

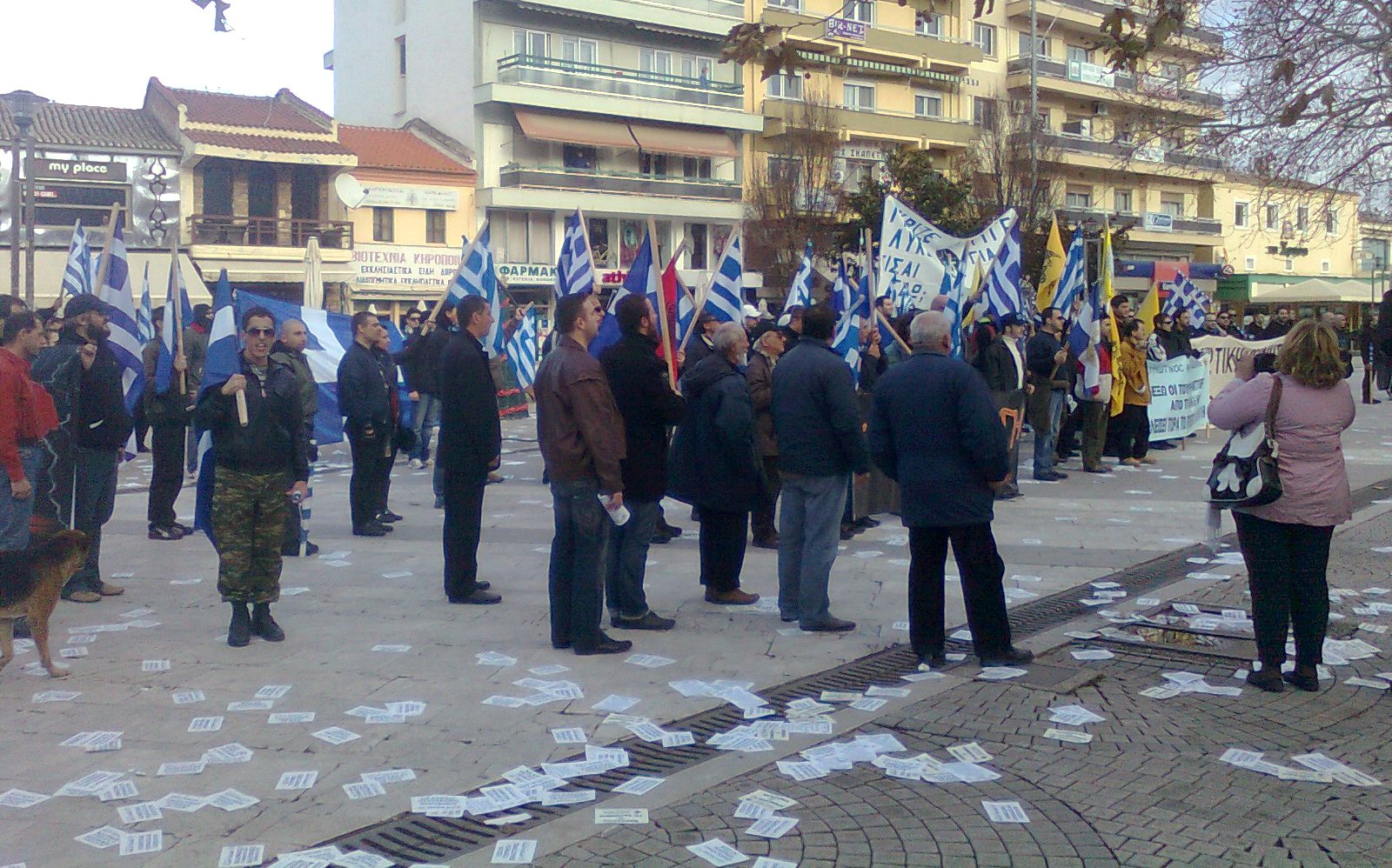
Manifestação do grupo neofascista grego "Aurora Dourada" (dezembro de 2010).

O neofascismo tem estado presente na política grega desde o regime autoritário de Ioannis Metaxas, embora com escassa simpatia entre a população. Durante os anos 1950 e anos 1960, neofascistas gregos formaram frações extremistas, uma das quais foi responsável pelo assassinato do político Gregoris Lambrakis. Em 1967, a junta militar grega de George Papadopoulos, buscou inspiração na era Metaxas de 1936-1941 e impôs aos gregos uma mentalidade neofascista de poder.[carece de fontes?]
Uma década após o retorno à democracia (1974), o ex-líder da junta, George Papadopoulos, fundou e presidiu a União Política Nacional, um partido que se não era neofascista, pelo menos apoiava pontos de vista autoritários e o ideal de "Ellas ton Ellinon Christianon" ("Grécia para os gregos ortodoxos"). Os neofascistas gregos despertaram pouco mais que indiferença por parte da população em geral, mas continuaram a existir em partidos inexpressivos, raramente chegando a conquistar cadeiras no parlamento.[carece de fontes?]
No início dos anos 1980, Nikolaos Michaloliakos, um ex-pára-quedista do exército grego e ex-líder da juventude da União Política Nacional, criou o Movimento Popular Nacional Hrisi Avgi ("Aurora Dourada" em grego), um partido neonazista que durou até aos dias de hoje, estando actualmente no parlamento grego. O "Aurora Dourada" opõe-se à imigração e conquistou 18 dos 300 assentos no parlamento em junho de 2012. Nas eleições municipais de novembro de 2010, a Aurora Dourada obteve 5,3% dos votos em Atenas, adquirindo uma cadeira no Conselho da Cidade (legislativo municipal). Em alguns bairros o partido chegou a obter 20% dos votos. Ao entrar na câmara municipal após ser eleito em Atenas, Nikolaos Michaloliakos fez a chamada saudação romana (uma saudação que já existia na Roma Antiga e que foi adoptada pelos fascistas de Mussolini).

### Itália
A violência terrorista neofascista começou em 1965, intensificando-se em 1968-69. Enquanto os estudantes do MSI faziam agitação nas universidades, provocando tumultos e destruições, outros grupos desencadeavam acções terroristas. Em 1969, o grupo Ordine Nuovo voltou ao seio do MSI, mas logo uma cisão criou o "Movimento Politico Ordine Nuovo".[carece de fontes?]
Hoje na Itália observa-se um resurgimento neofascista com a organização política denominada CasaPound. Tal movimento nega ter qualquer caráter racista ou racialista e se declaram como "fascistas do terceiro milênio".

### Alemanha
A visão de mundo extremista de direita, moldada por valores racistas, völkisch e nacionalistas, bem como chauvinistas, contradiz a Lei Básica da República Federal da Alemanha. Até o início dos anos 1970, o termo “ extremista de direita ” era comum para movimentos que hoje são descritos como de extrema-direita. Em 1975, o então Ministro do Interior, Werner Maihofer, introduziu o termo extremismo na linguagem utilizada pelas autoridades estatais no prefácio do relatório para a proteção da constituição. Pretendeu-se complementar o termo radicalismo de direita e de esquerda, que até então era usado e que não necessariamente descrevia atitudes anticonstitucionais. Hoje, o termo "extremismo de direita" é usado para descrever os esforços políticos do lado direito do espectro político que buscam abolir a ordem básica democrática livretem o objetivo. O extremismo de direita na Alemanha está dividido em três campos: os partidos de orientação parlamentar, a Nova Direita de orientação intelectual e a cena neonazista e skinhead de orientação ativista. A heterogeneidade pode ser explicada pela história do extremismo de direita na Alemanha, que começou no século XIX.
Ao contrário de outros países europeus, como Itália ou França, nenhum partido de extrema direita conseguiu se estabelecer permanentemente em nível estadual ou federal na República Federal da Alemanha. As atividades extremistas de direita são perseguidas com a ajuda dos instrumentos de uma democracia militante. Os Escritórios Federal e Estadual de Proteção à Constituição lidam com a observação e vigilância dos esforços extremistas de direita. A ala extremista de direita da AfD sob Björn Höcke e Andreas Kalbitz está atualmente (2020) sendo observada pelo Escritório para a Proteção da Constituição. Além disso, existem organizações da sociedade civil estatais e muitas vezes iniciativas patrocinadas pelo Estado contra o extremismo de direita na Alemanha. O "potencial de extremismo de direita (total)" indica um número de extremistas de direita organizados e não organizados de cerca de 32.080 pessoas em 2019 (2018: 24.100), das quais cerca de 13.000 pessoas são classificadas como violentas pelo Departamento Federal de a Proteção da Constituição (BfV). De acordo com a Delegacia de Polícia Criminal Federal (BKA), 21.290 infrações penais em 2019 foram atribuídas ao fenômeno “crime politicamente motivado – de direita”.
O relatório de 2019 para a proteção da constituição classifica os seguintes partidos como extremistas de direita: NPD, Dierechte e "Der III". Como resultado, também são observados: o Movimento Identitário Alemanha, os Jovens Nacionalistas (JN), o Ring Nationaler Frauen (RNF), a associação política local do NPD (KPV) e a German Voice Publishing Company (DS Verlag). Na AfD, Der Flügel e Junge Alternative für Deutschland (JA) são classificados como casos suspeitos.
Desde cerca de 2012, surgiu também o Movimento Identitário (IBD) extremista de direita, que é descrito principalmente como uma ramificação do bloco identitário francês e cujo número de membros na Alemanha é estimado em 600. Algumas redes sociais tomaram medidas contra os membros do IBD e do IBÖ em agosto de 2020 e bloquearam contas relacionadas a essas organizações. Desde então, extremistas de direita mudaram cada vez mais para grupos de bate-papo fechados, como Telegram ou Discord.
Tendências latentes para posições extremistas de direita são suspeitas e observadas em outros grupos também. Estes incluem a ala da AfD, pequenas partes da Bundeswehr e o resto do serviço público, bem como o Reichsbürger e os autogovernadores. A nova calibragem, aumento e reestruturação do Departamento Federal de Proteção à Constituição e do Serviço de Contra-Inteligência Militar (MAD), que visa aumentar a atividade de monitoramento do cenário da extrema-direita, resulta de um aumento da crimes e fenômenos extremistas relacionados com os julgamentos da NSU, o caso de assassinato de Walter Lübcke, o assassinato e tumultos em Chemnitz (2018), ameaças a políticos locais, jornalistas e voluntários, a coleta de pessoas nas chamadas "listas de inimigos" e a agitação geral anti - asilo da cena.

### França
Em 1968, a "Nouvelle Droite" (nova direita) começou a ser constituída na França. O protagonista principal foi Alain de Benoist com seu grupo teórico GRECE. Em 1969 foi fundada a Ordre Nouveau (ON), que em 1972 foi fundamental na fundação da Frente Nacional (FN). Em 1973 o ON foi banido.
Em França, no anos 80 existiam dois grupos neofascistas: a "Federação de Acção Nacional Europeia" (FANE) e o "Movimento Nacionalista Revolucionário" (MNR). A FANE foi dissolvida por ordem do governo francês, reconstituindo-se imediatamente nos "Fasces Nacionais Europeus" (FNE). Além destes grupos, foi ainda identificada a existência da "Honneur de la Police", "Delta", "Pieper", e "Odessa", responsáveis por mais de uma centena de ataques terroristas em 1980 e por pelo menos três assassínios.
Não foi até 1984 que a FN foi capaz de se estabelecer firmemente como um partido extremista de direita no sistema partidário francês. Os primeiros sucessos eleitorais se basearam em grupos das classes médias tradicionais; pequenos empresários, agricultores, artesãos e algumas profissões liberais foram o principal eleitorado. Acima de tudo, as decepções com a coalizão de esquerda no poder ajudaram Jean-Marie Le Pen a mobilizar seus partidários com slogans neoliberais. Durante as eleições locais de 1983, a direita conseguiu fazer da migração uma questão de campanha. Todos os partidos tentaram aqui mostrar tenacidade. A FN alcançou seus primeiros sucessos eleitorais notáveis; ao mesmo tempo, os crimes racistas aumentaram drasticamente. No período de 1980-1985, foram registrados 130 assassinatos por motivos raciais. Em todo o país, a FN recebeu 15 por cento dos votos em meados da década de 1990, atingindo a mesma magnitude que o RPR (agora UMP) do ex-chefe de Estado Jacques Chirac. O demitido chefe da RPR Philippe Séguin e o neto do general Charles de Gaulle, que havia se convertido à FN, o acusaram de “submissão” da França aos EUAe a UE.
Le Pen, o presidente de longa data da FN, também foi controverso dentro de seu próprio partido devido a vários escândalos. Antes das últimas eleições parlamentares, os cartazes da FN repetidamente tiveram conflitos violentos com cartazes socialistas e comunistas. O líder do partido, Le Pen, também foi condenado por bater em um jornalista. Manteve amizade com Gerhard Frey e Wladimir Schirinowski, a quem foi o primeiro a parabenizar em 1993 por seu respeitável sucesso.
Os cientistas políticos franceses dividem a extrema direita nas seguintes correntes:
- Nationalistes contre-révolutionnaires, que se referem à tradição da monarquia católica antes de 1789 e rejeitam as conquistas da Revolução Francesa como a democracia, o parlamentarismo e o secularismo, representantes do tradicionalismo católico também têm grande influência aqui.
- Os nacionalistas revolucionários, por outro lado, consideram-se socialmente revolucionários e muitas vezes se referem ao fascismo histórico, rejeitam o cristianismo e são parcialmente neo-pagãos.[35]
- Outras correntes são democráticas, mas autoritárias e de orientação nacional-populista; são chamadas bonapartistas por razões históricas. As ideias de Charles Maurras, que propunha um estado corporativo hierárquico para evitar as lutas de classes e ocupava posições de liderança no regime de Vichy, também têm grande influência nesses círculos.[35]

Representantes de todos esses grupos, bem como nacionalistas mais moderados, se uniram na FN. As bases da FN são a Alsácia, os antigos centros industriais da Lorena e Nord-Pas de Calais, que foram assolados por problemas econômicos e sociais, e as regiões do sul da França de Provence-Alpes-Côte d'Azur e Languedoc-Roussillon. Em várias grandes cidades do sul, incluindo Toulon, a FN forneceu o prefeito. É por isso que os imigrantes predominantemente norte-africanos se sentiram ameaçados. Os líderes do grupo "Charlemagne Hammer Skin" também vieram do sul da França.
Após o fracasso das eleições presidenciais e parlamentares de 2007, em que candidatos de outros partidos também levantaram as questões de imigração, integração e identidade nacional, a Frenta Nacional (FN) caiu em uma crise que finalmente terminou em janeiro de 2011 com a eleição de Marine Le Pen, filha do fundador do partido, ao novo presidente. Ela defende uma abertura do partido para a democracia e o laicismo e um afastamento do antissemitismo e do racismo aberto. Em vez disso, ela define a nação através da "cultura". De partidos extremistas de direita como o Partido Nacional Britânico (BNP) ou o Partido Nacional Democrático da Alemanha(NPD), o partido manteve distância desde então e está tentando se posicionar como uma força de centro-direita; Seu tema central é a crítica ao Islã e a advertência contra uma "islamização" da França. No entanto, os especialistas duvidam da credibilidade dessa reviravolta, já que muitos membros do partido estão mantendo posições antigas. Tanja Wolf classificou a FN em sua tipologia de 2019 de partidos extremistas de direita e populistas de direita na Europa como um “partido populista de direita com tendências extremistas de direita”. A Frente Nacional renomeou-se como Rassemblement National (“Movimento Nacional de Rally”) em 2018.
Ainda mais à direita do que a FN (reformada) estão grupos como "Renouveau français". Isso também se aplica ao Bloc identitaire e à Ligue du Sud, que, como a Lega Nord, combinam a rejeição da imigração e do racismo anti-islâmico com a ênfase nas identidades regionais sobre o estado central e têm certa influência, especialmente no sul da França. O Bloc identitaire foi um modelo para o movimento identitário na Alemanha e na Áustria.
Desde 2007 também existe o movimento extremista de direita e antissionista Égalité et Reconciliation (“Igualdade e Reconciliação”) liderado pelo antissemita Alain Soral. Ele tem laços estreitos com o comediante Dieudonné M'bala M'bala e o cartunista Joe Le Corbeau(nascido Noël Gérard), que também difundiu conteúdo anti-semita e relacionado ao holocausto. Ao fazê-lo, eles representam um curso oposto ao da Frente Nacional, que se distanciou do antissemitismo sob Marine Le Pen e desde então se apresentou como um amigo de Israel e um “escudo protetor dos judeus”. Também em contraste deliberado com a Frente Islamofóbica Nacional, o movimento de Dieudonné e Soral também atrai jovens muçulmanos dos banlieues com seus slogans antissionistas e de teoria da conspiração. Dieudonné também mantém relações com organizações islâmicas.

### Grã-Bretanha
Já em 1945, Oswald Mosley, fundador do partido Movimento União, propagou a cooperação em toda a Europa entre organizações extremistas de direita. Após o fim da guerra, ele tentou aproveitar os sucessos dos fascistas britânicos antes de 1939 e dar ao seu movimento uma nova base de massa. Mas seus esforços falharam. Mosley fundou o partido do Movimento da União em 1948 (rebatizado de Partido da Ação em 1973), que oficialmente se desfez em 1994. A Liga de São Jorge, que ainda existe hoje, separou-se disso em 1974. Em 1962, foi fundada a primeira organização abertamente neonazista, o Movimento Nacional Socialista (NSM).
Em 1967, a Frente Nacional Britânica neofascista foi fundada. Aqui, alimentado pela forte cena hooligan e skinhead, surgiu por volta de 1990 o movimento " Blood and Honor " que se reunia em torno da banda racista " Skrewdriver ". O cantor do Skrewdriver Ian Stuart Donaldson, que morreu em 1993, era regularmente homenageado nos shows do movimento. Recentemente, o movimento apoiou a campanha anti-euro do Partido Nacional Britânico de extrema-direita. Esta organização radical de direita numericamente forte tradicionalmente tem seus redutos nas cidades do interior, mas graças ao apoio de "Sangue e Honra" conseguiu expandir seu campo de agitação para incluir agricultores e suburbanos, cujos medos de queda de preços e imigração procura servir. A batalha pelas cidades do interior, especialmente nas cidades com alta proporção de migrantes (geralmente também são as antigas cidades industriais com problemas econômicos e sociais como desemprego e crime, Liverpool, Sheffield ou Wolverhampton), por outro lado, foi conduzida pela Frente Nacional Britânica, numericamente mais fraca, que, no entanto, está ativa desde o declínio na década de 1980.
O BNP obteve alguns sucessos eleitorais nas eleições europeias de 2009; desde então, enviou dois representantes ao Parlamento Europeu. As principais razões são a decepção com a corrupção nos partidos estabelecidos, as críticas ao multiculturalismo pronunciado e os temores de "infiltração estrangeira"; Acima de tudo, os imigrantes muçulmanos do Paquistão e Bangladesh foram criticados. Desde então, no entanto, o partido voltou a perder votos, também porque outros partidos se concentraram mais nos problemas de imigração e integração e o partido é considerado radical demais para eleitores centristas devido ao seu racismo às vezes aberto.
“Combat 18” (os números representam a 1ª e a 8ª letras do alfabeto, A.H.; traduzido como “grupo de combate Adolf Hitler”) é abertamente terrorista contra migrantes na Inglaterra, Escócia e País de Gales. As portas dos atingidos são marcadas com tinta e as casas são atacadas com dispositivos incendiários. Ataques de bomba também contam para o Combate 18. O Combat 18 é o movimento neonazista mais forte da Escócia. No entanto, ela não simpatiza com o partido nacional lá, porque os defensores da cena radical de direita na Escócia e na Irlanda do Norte são protestantes.que afirmam ter fortes raízes na Inglaterra (os chamados "sindicalistas").
Embora cometam crimes de motivação predominantemente religiosa, muitas vezes simpatizam com a ideologia nacional-socialista e com "Sangue e Honra". Nas Ilhas Britânicas, os jogos de futebol são repetidamente o cenário de ataques racistas ou de motivação religiosa, com um número de dois dígitos de vítimas todos os anos. Na Escócia, jogadores de clubes juvenis foram vítimas de violência. Uma série de ataques a bomba em bares gays de Londres foram atribuídos ao grupo International Third Position, cujo abrigo na Espanha foi encontrado abandonado em novembro de 1999. Alegados ataques racistas por policiais ingleses desencadearam graves distúrbios nas cidades de Oldham e Leeds em junho de 2001, principalmente por jovens de minorias. No entanto, alguns oradores discordaram de que se tratava de distúrbios raciais; Pelo contrário, trata-se de um conflito entre os jovens e a polícia. Ataques semelhantes por policiais teriam ocorrido repetidamente. Isso possibilitou que representantes dos partidos extremistas de direita conquistassem dois assentos em uma dessas cidades. A Liga de Defesa Inglesa é uma organização islamofóbica e um pequeno partido que se sobrepõe em termos de pessoal com a violenta cena extremista de direita.

### Itália
A Itália foi a primeira ditadura fascista na Europa sob Benito Mussolini. Após a Segunda Guerra Mundial, o partido Movimento Sociale Italiano (MSI) foi fundado por Giorgio Almirante. Ela foi consistentemente representada no Parlamento italiano, mas nunca foi capaz de participar do poder, exceto para apoiar o governo de curta duração de Fernando Tambroni (maio-julho de 1960). Seus resultados eleitorais foram relativamente estáveis em 5-8 por cento. Várias divisões ainda mais radicais surgiram do MSI, como a militante Ordine Nuovo (1954) e a Avanguardia Nazionale (1959). Depois de 1995, o MSI foi dissolvido e se tornou a Alleanza Nazionale (AN), que se transformou em um partido nacional-conservador. Pequenos partidos como o Fiamma Tricolore herdaram o legado neofascista. Com exceção de alguns sucessos notáveis, como a eleição do extremista de direita Luca Romagnoli para o Parlamento Europeu, esses grupos não são atores importantes nos eventos políticos. Por outro lado, a infiltração do movimento Ultra italiano por extremistas de direita é de considerável importância. As declarações xenófobas feitas por membros proeminentes do partido governista Lega Nord (Liga do Norte), alguns dos quais são classificados como extremistas de direita, causaram comoção, especialmente no exterior. Existem também numerosos grupos neonazistas com tradicionalmente boas conexões com extremistas de direita alemães, especialmente no Tirol do Sul. Houve confrontos isolados entre nacionalistas italianos e alemães nos últimos anos.

### Países Baixos
Alguns desenvolvimentos políticos começaram mais tarde na Holanda do que em outros lugares porque a industrialização chegou relativamente tarde e o país não participou da Primeira Guerra Mundial. Os social-democratas foram representados pela primeira vez no governo em 1939. No período entre guerras, extremistas de esquerda e de direita permaneceram abaixo de 10% nas eleições parlamentares nacionais. Após a Segunda Guerra Mundial, os partidos denominacionais continuaram a dominar o cenário político por muito tempo. A Holanda tem um passado colonial e, como a República Federal, recrutou trabalhadores convidados. Os imigrantes são considerados diferentemente bem integrados; Os asiáticos apresentam menos problemas do que os imigrantes mediterrâneos a esse respeito. Por muito tempo, no entanto, a imigração dificilmente foi um problema na política nacional até a década de 1980, quando partidos como o Centrumspartij e depois os Centrumdemocrats foram eleitos para o parlamento por Hans Janmaat.
A questão dos imigrantes foi abordada pela primeira vez por políticos estabelecidos por volta de 1991, nomeadamente pelo liberal de direita Frits Bolkestein (VVD). Por volta de 2000, a questão continuou a florescer e, em 2002, a lista eleitoral de Pim Fortuyn obteve 17% dos votos do zero. Como Theo van Gogh, que também foi assassinado, Fortuyn não deve ser considerado um extremista de direita. Após o assassinato do crítico islâmico Van Gogh (2004), houve tumultos nos quais mesquitas e igrejas foram incendiadas. O governo de Jan Peter Balkenende promulgou leis de imigração mais restritivas, inspiradas nas da Dinamarca. O extremismo de direita como movimento antidemocrático é pouco representado na Holanda. Estudos do Ministério do Interior holandês e da Fundação Anne Frank classificam o oponente do Partij voor de Vrijheid do Islã, Geert Wilders, como extremista de direita. O grupo "Nederlandse Volks-Unie", fundado em 1971 no modelo neonazista alemão, pode ser comparado ao NPD. Até agora, ela não teve nenhum sucesso nas eleições.

### Polónia
Para a Polônia, o nacionalismo era a ideologia que exigia a eliminação do domínio estrangeiro pela Rússia, Prússia e Áustria, Alemanha de 1939 a 1945 e União Soviética de 1947 a 1989 e o estabelecimento da democracia e da soberania popular desde as partições da Polônia na século 18, enquanto na Alemanha era sobretudo a ideologia da expansão imperialista. Portanto, o nacionalismo é menos desacreditado na Polônia do que nos países da Europa Ocidental. Esta circunstância é muitas vezes justificada para justificar por que razão nas actuais disputas entre a Polónia e a UE– seja sobre a abertura do país aos cultivos transgênicos, o papel dos bancos estrangeiros no setor financeiro da Polônia, ou permitir a aquisição ilimitada de terras por estrangeiros – a insistência dos políticos poloneses (incluindo social -democratas) nos interesses nacionais não deve ser confundida com a agressão convencional nacionalismo.
Roman Dmowski é considerado o pioneiro intelectual do nacionalismo polonês, e os nacionalistas poloneses ainda se referem às suas ideias hoje. Durante o período de agitação no início da década de 1990, o nacionalismo radical também ressurgiu na Polônia. Os ressentimentos tradicionais foram reforçados pelo sentimento que muitos poloneses tiveram logo após a reunificação de que seu país estava novamente sendo governado por outros e permaneceria dependente, apenas que o poder colonial não estava mais em casa no Oriente, mas no Ocidente. É por isso que, além do suposto "paternalismo" da União Europeia, cada vez mais a Alemanha e os alemães tornaram-se recentemente objeto de propaganda nacionalista na Polônia. O antissemitismo católico também tem sido tradicionalmente um problema na Polônia. A Igreja Católica socialmente influente na Polônia encoraja o extremismo de direita com sua atitude ambivalente em relação ao assassinato em massa de judeus na Polônia: por um lado, só recentemente pediu desculpas pelas atrocidades, por outro lado, fortes reservas anti-semitas ainda podem ser sentido. O chefe da Igreja Católica na Polônia, Józef Glemp, disse pouco antes do pedido de desculpas, que foi solenemente celebrado com um serviço: "Eu me pergunto se os judeus não devem reconhecer que devem algo aos poloneses, em particular no que diz respeito à cooperação com os bolcheviques e cumplicidade nas deportações para a Sibéria.”
O cenário extremista de direita na Polônia está sendo fortalecida pelos problemas sociais do país. Mais da metade dos jovens com menos de 25 anos estão desempregados ou trabalham em empregos auxiliares não garantidos na Alemanha ou no exterior. Depois que a situação melhorou inicialmente durante a recuperação econômica de 2006-2010, a Polônia foi atingida pela crise econômica e financeira global; o desemprego juvenil voltou a subir para 26%.
A disparidade entre empobrecimento e consumo gera frustrações que muitas vezes formam um terreno fértil para a violência e o crime. Por outro lado, eles deixam o desejo de uma identidade para além da triste vida cotidiana e em diferenciação para "os outros" (alemães, homossexuais, judeus, " ciganos " etc.) acordam. Essas circunstâncias são exploradas por clubes de fãs de futebol e grupos de hooligans, bem como grupos nacionalistas como a organização juvenil Liga Polskich Rodzin (Liga das Famílias Polonesas) e Młodzież Wszechpolska (Juventude de Todos os Poloneses). Nesse clima, desenvolveu -se uma cena neonazista que se assemelha muito à alemã e às vezes organiza ações conjuntas com ela, como uma caça aos punks alemães e poloneses em Frankfurt (Oder). Ataques a campos de concentração e cemitérios judaicos não são incomuns. Como na Alemanha, os estrangeiros correm o risco de extremistas de direita em algumas regiões. Como a maioria dos países do Leste Europeu, a Polônia é um centro de comércio de objetos devocionais e armas de todos os tipos.Aqui, também, o forte movimento Sangue e Honra frequentemente organiza shows de skinheads.

### Rússia
O grupo Pamjat, que ocupava uma posição importante nos últimos dias da União Soviética, se desintegrou na década de 1990. Gerou muitos outros grupos de extrema-direita na Rússia, como a Unidade Nacional Russa e líderes ideólogos de direita como Alexander Gelyevich Dugin, que fez parte da liderança de Pamyat em 1988 e 1989. O Partido Liberal Democrático Russo (LDPR) foi uma grande força à direita do espectro político na década de 1990. Seu presidente, Vladimir Schirinowski, manteve contatos com Gerhard Frey e Jean-Marie Le Pen, entre outros. Em 1993, com cerca de 12 milhões de votos, Zhirinovsky alcançou um sucesso que repercutiu amplamente na mídia internacional. Nas eleições seguintes, porém, foi sempre inferior ao resultado de 1993. É contestado se o Partido Comunista da Federação Russa (KPRF) pertence à direita. Por um lado, representa o imperialismo e o nacionalismo russos, e seu presidente Gennady Andreyevich Zyuganov tem contatos com organizações ultranacionalistas e antissemitas. Por outro lado, o nacionalismo e a xenofobia não são os elementos mais importantes do partido. Tanto o KPRF quanto o LDPR estão ligados a ideologias de diferentes campos políticos, o que torna difícil localizá-los claramente no espectro direita-esquerda.
Em termos de política partidária, o Partido Nacional Bolchevique da Rússia (NBP, sob Eduard Limonov) também esteve presente em algumas cidades maiores. Foi proibido em 2005. Por outro lado, os seguidores organizados do tipo SA da Unidade Nacional Russa (RNE) de Alexander Barkaschow, que era amigo dos círculos neonazistas alemães, ainda existem hoje. A organização Slavic Union, liderada pelo neonazista Dimitri Djomuschkin, ainda é considerada uma das maiores organizações extremistas de direita da Rússia. Uma figura central da direita na Rússia é Alexander Gelyevich Dugin, que representa uma ideologia quase geopolítica do "neo-eurasismo ". Ele subiu na hierarquia na década de 1990, servindo como conselheiro do presidente da Duma Gennady Zeletsnev e fundando o movimento Evratsiya (Eurásia), que mais tarde ele transformou em um partido para apoiar Vladimir Putin como parte da aliança partidária de Rodina. Dugin pertence ao establishment político e científico da Rússia.
Nos anos 2000, houve um aumento do racismo latente, com um aumento simultâneo do número de atos de violência contra estrangeiros e minorias. O número de assassinatos por motivos raciais também aumentou em 2007, 67 pessoas foram assassinadas por extremistas de direita e outras 550 ficaram feridas, algumas com gravidade. De acordo com a organização Sowa, pelo menos 20 pessoas foram assassinadas em 2011 e pelo menos 155 pessoas nos três anos de 2009 a 2011 por grupos autônomos de extrema direita na Rússia. As vítimas incluem principalmente caucasianos, asiáticos e antifascistas. Os crimes violentos de extremistas de direita na Rússia estão em declínio desde a década de 2010; no entanto, a vontade de usar a violência dentro do extremismo de direita russo ainda é muito alta. Em 2012, 19 pessoas foram mortas e 178 feridas por neonazistas. Além disso, incidentes racistas são comuns no futebol russo. Todos os anos, em 4 de novembro, acontecem as “ Marchas Russas ”, nas quais extremistas de direita se manifestam contra a política de estrangeiros. A cena violenta da extrema direita na Rússia é estimada em cerca de 50.000 pessoas; A xenofobia também é generalizada em grande parte da sociedade russa.

### Suécia
Já na Segunda Guerra Mundial, a Suécia forneceu minério de ferro para a Wehrmacht alemã, apesar de sua neutralidade oficial. Os nacional-socialistas suecos já tinham listas prontas para o caso de tomarem o poder. Por muito tempo, lidar com neonazistas às vezes era meio negligente, só recentemente a cena foi levada a sério. Em 12 de maio de 1951, o primeiro "Congresso Nacional Europeu" ocorreu em Malmö.
Como as leis da maioria dos países escandinavos, a lei penal sueca também concede liberdade de imprensa de grande alcance. Isso torna esses países uma ponte para a distribuição de material de propaganda e uma área de implantação para os neonazistas em seus tradicionais "dias de memória". Na Suécia, por exemplo, o crime de incitação ao ódio é punido com uma média de três meses de liberdade condicional; Penas de prisão ou penas de até um ano - a exigência inicial usual no judiciário alemão - raramente são impostas. Isso também resulta de uma longa tradição de minimizar a violência extremista de direita na Suécia: por exemplo, 30 neonazistas particularmente agressivos foram tratados como reabilitaçãofoi enviado para uma unidade de elite dos militares suecos por algumas semanas para deixá-los "desabafar", de acordo com o motivo ulterior.
Na verdade, os criminosos receberam treinamento gratuito de armas. Um dos líderes da cena neonazista, Erik Blücher, foi condenado a três meses de prisão por vender gravações sonoras racistas, mas a pena foi suspensa. Motivo: Deve-se presumir que o acusado cometeu uma única infração. Seu sócio, o alemão Marcel Schilf, gerencia a distribuição de Blood and Honor, da NS-Records. Os "Helsingborgds" organizam o cenário neonazista da Suécia. Segundo estimativas, este é composto por um máximo de 600 pessoas – uma grupo pequeno, mas ativo, que pode ser atribuída quase exclusivamente ao movimento Sangue e Honra, proibido na Alemanha. Também é difícil chegar com programas de abandono.
A direita radical na Suécia goza com sua produção de propaganda eficaz, porque em grande parte imperturbável - CDs, livros como The Auschwitz Lie do co-fundador da cena neonazista alemã Thies Christophersen, que morreu recentemente na Dinamarca, e outras recordações são distribuídas por todo o Europa por Blücher e Schilf - e com seus brutais assassinatos e tentativas de assassinato (três mortos somente em 1999; dois jornalistas e uma criança ficaram feridos em um ataque com uma carta-bomba), “respeito” em toda a Europa entre pessoas que pensam da mesma forma. Enquanto isso, além de estrangeiros, homossexuais e antifascistas, figuras estatais são cada vez mais alvo da cena neonazista: em 1998, o ministro da Justiça da Suécia recebeu uma carta-bomba, mas ela não explodiu.

### Espanha
Em Espanha, o regime político de Francisco Franco “desfascizou-se progressivamente durante cerca de trinta anos”, tendo sido formados vários "grupúsculos" neofascistas em combate ao regime nos finais do anos 50 e nos anos 60.
Após a morte de Franco, em Novembro de 1975, iniciou-se um período de transição para a Monarquia Constitucional durante o qual, entre 1976 e 1981, vários grupos neofascistas passaram a desencadear acções de índole terrorista, cometendo 46 assassínios e vários ataques à propriedade. Em 1981, as autoridades espanholas prenderam 141 militantes dessas organizações neofascistas.
Na Espanha existe um observatório estatal contra o racismo e a xenofobia, mas até agora não foram mantidas estatísticas oficiais sobre atos de violência e crime de extremistas de direita ou racistas. Organizações como o espanhol Movimiento contra la Intolerancia (Movimento Contra a Intolerância) estimam o número de ataques racistas em 4.000 a cada ano. A mídia assume que o número de extremistas de direita organizados está entre 11.000 e 15.000. A extrema direita pode se encaixar nas tradições da ditadura de Franco.
Até a morte de Francisco Franco em 1975, nacional-socialistas fugitivos e depois neonazistas como Otto Skorzeny conseguiram se refugiar na Espanha. Mesmo depois disso, velhos nazistas legalmente condenados, extremistas de direita e negadores do Holocausto, como o ex-oficial da Wehrmacht Otto Ernst Remer ou Léon Degrelle, que foram condenados a 22 meses de prisão na Alemanha, não foram extraditados. Órgãos relevantes do estado franquista, o Conselho Nacional, o Conselho Real e as Cortes, inicialmente continuaram a ser governados por franquistas ativos, o que atrasou uma reavaliação da ditadura de Franco. No final da década de 1970, houve atos de terrorismo de direita. Isso levou a bombardeios por forças presumivelmente de direita contra os carlistas do Partido Carlista (PC) no Montejurra e em 1977 ao banho de sangue de Atocha. A reconciliação com o passado só vem ocorrendo de forma intensa desde cerca de 2000. A eliminação do que resta da ditadura desencadeia repetidamente a defensividade revisionista.
Os franquistas e os neofalangistas ainda estão ativos hoje. Eles organizaram manifestações contra a expropriação da propriedade dos membros fugitivos do grupo neonazista International Third Position, que possui três prédios e usa um para alugar na aldeia de Los Pedriches, perto de Valência. Extremistas de direita incluem o CEDADE (Círculo Español de Amigos de Europa, "Círculo Espanhol de Amigos da Europa"), fundado em 1965, que tem trabalhado em rede com grupos de extrema-direita em toda a Europa. Os partidos de extrema direita são a Plataforma per Catalunya, Alianza Nacional, Falange Auténtica e Democracia Nacional.
Um dos problemas sociais da Espanha, a imigração ilegal, é repetidamente explorado por extremistas de direita para seus propósitos. Os incidentes continuam acontecendo, especialmente na região da Andaluzia. Em 5 de fevereiro de 2000, houve um pogrom de três dias contra os trabalhadores convidados marroquinos em El Ejido. Os moradores queimaram um total de 500 casas marroquinas e destruíram seus negócios. O escritório da organização feminina espanhola Mujeres Progresistas que cuida dos trabalhadores ilegais, também foi atacado. As autoridades só intervieram depois de dois dias. Há problemas com o extremismo de direita no futebol espanhol. Alguns fã-clubes são dominados por extremistas de direita. Em dezembro de 1998, Aitor Zabaleta morreu vítima de violência racista de um torcedor de futebol. Em 2004 e 2005, continuou a violência racista motivada nos estádios de futebol.
Editores como Pedro Varela Geiss publicam textos de neonazistas de toda a Europa, incluindo o autor da mentira de Auschwitz, Thies Christophersen, e os austríacos Gerd Honsik e Walter Ochsenberger. Varela se tornou o primeiro nazista de alto escalão na Espanha a ser condenado a cinco anos de prisão no início de 1999 por incitação ao ódio racial. Desde 2007, após Varela ter processado, negar o Holocausto passou a ser coberto pela liberdade de expressão. O código penal, que anteriormente previa uma pena de prisão de até dois anos para esse delito, teve que ser alterado.

### Hungria
A Hungria perdeu 71% de seu território e 64% de sua população após a Primeira Guerra Mundial. Um terço dos cerca de 15 milhões de magiares europeus hoje vivem fora das fronteiras do país, principalmente na Romênia e na Eslováquia, outros na Sérvia, Ucrânia, Eslovênia, Croácia e Áustria. Esta divisão do país, que foi confirmada pelo Tratado de Trianon em 1920, ainda é uma " vergonha nacional " para os húngaros hoje“. Especialmente desde o fim do comunismo, vários grupos e partidos, bem como políticos dos principais partidos, apresentaram slogans revisionistas e nacionalistas contra países vizinhos e, não raramente, insultos anti-semitas.
Na década de 1990, o país era, junto com a Alemanha, um reduto de atividades extremistas de direita na Europa Central. Armas e material de propaganda ilegal foram comercializados internacionalmente lá, concertos neonazistas, brigas de cães e acampamentos esportivos militares foram realizados. O principal partido de extrema-direita politicamente reconhecido e autorizado foi o MIÉP (Partido Húngaro Justiça e Vida), que esteve representado no Parlamento de 1998 a 2002. Nas eleições de 2006, o MIÉP e seu partido parceiro obtiveram Jobbik (o nome é uma polissemia húngara e também significa aproximadamente The Right and Better) juntos 2,9% dos votos. Como resultado, eles não entraram no Parlamento. Em 25 de agosto de 2007, o paramilitar Magyar Gárda (Guarda Húngara) foi fundado fora do partido Jobbik. Esta se apresenta como uma associação nacional de caridade. Sua aparência de uniforme e braçadeira é claramente marcada pelo nacional-socialismo. Nas eleições de abril de 2010, Jobbik recebeu 12,2% dos votos, tornando-se o segundo maior grupo.
Mesmo antes da queda do comunismo em 1989, havia conexões entre neonazistas húngaros e da Alemanha Oriental. A Hungria era um destino de férias para os neonazistas alemães. Eles podiam comprar símbolos nazistas baratos e legais como tatuagens lá. Nos últimos anos, a cena extremista de direita concentrou-se principalmente na minoria cigana e nos homossexuais. Extremistas de direita vêm perturbando violentamente a Parada do Orgulho Gay em Budapeste desde 2007. Depois da Bulgária, a Hungria é o país com maior vulnerabilidade ao extremismo de direita. De 2003 a 2009, a proporção da população que o apoiava dobrou.

## Oceania

### Austrália e Nova Zelândia
Brenton Harrison Tarrant, o autor australiano dos tiroteios na mesquita de Christchurch na Mesquita Al Noor e no Linwood Islamic Centre em Christchurch (Nova Zelândia), era um fascista confesso que seguia o ecofascismo e admirava Oswald Mosley, o líder da organização fascista britânica União Britânica de Fascists (BUF), que é citado no manifesto do atirador The Great Replacement (em homenagem à teoria de extrema-direita francesa de mesmo nome).

## África

### África do Sul
Os Combatentes da Liberdade Econômica são um partido político pan-africanista autoproclamado fundado em 2013 pelo ex-presidente da Liga da Juventude do Congresso Nacional Africano (ANCYL), Julius Malema, e seus aliados. Malema e o partido têm frequentemente cortejado controvérsia por se envolver em racismo anti-branco e anti-índigena. Em novembro de 2019, o professor de relações internacionais da Universidade de Witwatersrand, Vishwas Satgar, os definiu como uma manifestação de um novo fenômeno, o 'neofascismo negro'.

## Ásia

### Índia
A ideologia Hindutva de organizações como o RSS (Rashtriya Swayamsevak Sangh, ou Organização Nacional de Voluntários da Índia tem sido comparada ao fascismo ou ao nazismo. Um editorial publicado em 4 de fevereiro de 1948, por exemplo, no National Herald, o porta-voz do partido Congresso Nacional Indiano, afirmou que "ele [RSS] parece incorporar o hinduísmo em uma forma nazista" com a recomendação de que deve ser encerrado. Da mesma forma, em 1956, outro líder do partido do Congresso comparou Jana Sangh, baseado na ideologia hindutva, aos nazistas na Alemanha. Após as décadas de 1940 e 1950, vários estudiosos rotularam ou compararam o Hindutva ao fascismo. Marzia Casolari ligou a associação e o empréstimo de ideias nacionalistas europeias anteriores à Segunda Guerra Mundial pelos primeiros líderes da ideologia Hindutva. De acordo com o Concise Oxford Dictionary of Politics and International Relations, o termo Hindutva tem "contextos fascistas". Muitos estudiosos apontaram que os primeiros ideólogos do Hindutva foram inspirados por movimentos fascistas no início do século 20 na Itália e na Alemanha. O economista marxista indiano e comentarista político Prabhat Patnaik chama Hindutva de "quase fascista no sentido clássico". Ele afirma que o movimento Hindutva é baseado em "apoio de classe, métodos e programa". De acordo com Patnaik, Hindutva tem os seguintes ingredientes fascistas: "uma tentativa de criar uma maioria homogênea unificada sob o conceito de 'os hindus'; um sentimento de queixa contra a injustiça passada; um senso de superioridade cultural; uma interpretação da história de acordo com essa queixa e superioridade; uma rejeição de argumentos racionais contra essa interpretação; e um apelo à maioria com base na raça e na masculinidade ".

### Mongólia
Com a Mongólia localizada entre as nações maiores, Rússia e China, as inseguranças étnicas levaram muitos mongóis ao neofascismo, expressando o nacionalismo centrado em Genghis Khan e Adolf Hitler. Grupos que defendem essas ideologias incluem Mongólia Azul, Dayar Mongol e União Nacional da Mongólia.

### Taiwan
A Associação Nacional Socialista (NSA) é uma organização política neofascista fundada em Taiwan em setembro de 2006 por Hsu Na-chi (許娜琦), uma mulher de 22 anos formada em ciências políticas pela Universidade de Soochow. A NSA vê Adolf Hitler como seu líder e muitas vezes usa o slogan "Viva Hitler". Isso os levou à condenação do grupo pelo Simon Wiesenthal Center, um centro internacional judaico de direitos humanos.

### Indonésia
A propaganda de Adolf Hitler que defendia a hegemonia da "Grande Alemanha" inspirou ideias semelhantes de "Indonesia Mulia" (Querida Indonésia) e "Indonesia Raya" (Grande Indonésia) na ex-colônia holandesa. O primeiro partido fascista foi o Partai Fasis Indonesia (PFI). Sukarno admirava a Alemanha nazista sob Hitler e sua visão de felicidade para todos: "É no Terceiro Reich que os alemães verão a Alemanha no ápice acima de outras nações neste mundo", disse ele em 1963. Ele afirmou que Hitler era 'extraordinariamente inteligente' em 'descrever seus ideais': ele falou sobre as habilidades retóricas de Hitler,como uma ideologia, dizendo que o nacionalismo indonésio não era tão estreito quanto o nacionalismo nazista.

### Breve visão geral de outros países

#### Características históricas
Exemplos de grupos atuantes por país e suas características históricas:
| país                       | Características históricas |
| -------------------------- | --- |
| Albânia                    | Extremistas de direita na Albânia lutam por uma Grande Albânia etnicamente homogênea. Estes incluem partes da Macedônia e Grécia. Uma posição de minoria extrema só pode ser assumida de forma limitada, uma vez que partes da população albanesa acolhem esses objetivos e desejam pelo menos a unificação com Kosovo. |
| Estados balticos           | Os extremistas de direita veem seu inimigo principalmente nos revisionistas russos. |
| Bulgária                   | Na Bulgária existe um movimento tradicionalista de extrema-direita ligado aos partidários fascistas de Hitler. O Lukow March anual em fevereiro, em homenagem a Christo Lukow, tornou-se um ímã para neonazistas de toda a Europa nos últimos anos. |
| Dinamarca                  | Na Dinamarca, devido à legislação liberal, quase não existem barreiras legais à atividade extremista de direita. Nos últimos anos, manifestações maiores da direita europeia, como as marchas em memória de Rudolf Hess, ocorreram na Dinamarca. O movimento nazista dinamarquês é ridicularizado por seus oponentes como “nulidade”, os ativistas citam propagandistas estrangeiros como seu principal alvo. |
| Grécia                     | De 1967 a 1974, oficiais extremistas de direita sob Georgios Papadopoulos tomaram o poder na Grécia através de um golpe de coronéis e estabeleceram uma ditadura militar. Além do partido Laikos Orthodoxos Synagermos, que a Fundação Friedrich-Ebert classifica como extremista de direita, há um grande número de grupos dissidentes com origem extremista de direita e fascista. Na esteira da crise financeira, Chrysi Avgi, em particular, era muito popular. |
| Irlanda                    | Na Irlanda e na Irlanda do Norte existe um nacionalismo muito ambivalente que percorre da esquerda para a direita em todo o espectro partidário e grupos de luta política. Posições extremistas de direita podem, por exemplo, Isso pode ser visto, por exemplo, nas organizações terroristas leais a UVF e LVF. No entanto, os grupos de combate republicanos, como o IRA ou o INLA, perseguem objetivos socialistas, apesar de seu acentuado nacionalismo. |
| Israel                     | Após a Segunda Guerra Mundial, judeus extremistas de direita tentaram impedir a reconciliação com a Alemanha e, portanto, rejeitaram as reparações alemãs. Em 1952, ativistas do Irgun tentaram assassinar Konrad Adenauer com um pacote-bomba. Hoje em dia, as ações dos extremistas de direita (judeus) em Israel são principalmente direcionadas contra a política de entendimento com os palestinos. Reivindicações territoriais são feitas. Partes do movimento de colonos judeus são influenciados por extremistas de direita. Os partidos Eretz Jisra'el Shelanu e Otzma LeJisra'el, bem como as organizações clandestinas Kach e Kahane Chai, são considerados extremistas de direita. Os ataques realizados por extremistas de direita em Israel incluem: o massacre de Baruch Goldstein em 1994, o assassinato do primeiro-ministro israelense Yitzhak Rabin por Yigal Amir em 1995, o tiroteio em Shefar'am por Eden Natan-Zada em 2005 e um ataque na vila de Duma, na Cisjordânia, em 2015. |
| Japão                      | Uyoku (jap .右翼, dt. 'direita') é um termo genérico para a extrema direita política no Japão, cujos quase cem mil ativistas e várias centenas de grupos também são referidos por este termo. Cerca de 800 desses grupos estão organizados sob a organização da Conferência de Associações Patrióticas de Todo o Japão, que trabalhou extensivamente com a yakuza ao longo de sua história. O termo ultranacionalismo (超国家主義, chō kokka shugi) também é usado como sinônimo para caracterizar a ideologia desse movimento. |
| Iugoslávia (anteriormente) | Com a desintegração do antigo estado multiétnico da Iugoslávia desde 1989, o revanchismo e o nacionalismo surgiram em todas as sub-regiões. Tanto os grandes grupos populacionais dos sérvios -eslavos ortodoxos (ideologia da “Grande Sérvia” de Slobodan Milošević, entre outros), macedônios e montenegrinos, quanto os católicos croatas e eslovenos (relativamente fracos aqui devido à separação pacífica do resto da Iugoslávia e da boa cooperação com a Áustria e a Itália) e os muçulmanos bósnios e montenegrinos, bem como os albaneses e húngarosAs minorias têm fortes grupos nacionalistas e, em alguns casos, paramilitares, bem como uma população de mentalidade nacionalista. |
| Croácia                    | O governo Tuđman na Croácia foi descrito por figuras da oposição como o primeiro regime fascista a emergir da Europa Oriental pós-comunista. Os extremistas de direita croatas homenageiam os membros do movimento fascista Ustaša, que agiu cruelmente contra os sérvios ao lado de Hitler, e mantiveram contatos estreitos com a cena extremista de direita desde que a Croácia foi reconhecida pela Alemanha. |
| Luxemburgo                 | O Luxemburgo é povoado por cidadãos de quase todas as nações europeias e não tem partidos ou grupos extremistas de direita. No entanto, há cada vez mais pessoas, principalmente jovens, que aderem às ideias nacionalistas e, em alguns casos, protestam abertamente contra a elevada proporção de estrangeiros. Até agora, no entanto, não houve tumultos. Entre 1987 e 1995, o Movimento Nacional de extrema direita em torno do economista Pierre Peters existiu em Luxemburgo, que não teve sucesso nas eleições. A iniciativa Wee2050, que, entre outras coisas, defende a preservação da língua luxemburguesa e contra o crescimento populacional excessivo causado por estrangeiros e "trabalhadores fronteiriços" e nas eleições parlamentares de 2018 em aliança com os conservadores nacionais como alternativa ao Partido da Reforma Democrata, alguns acusaram a falta de distanciamento das posições extremistas de direita. Na noite de 1º de março de 2020, 60 policiais acessaram uma casa unifamiliar perto da capital; um jovem de 18 anos foi preso suspeito de se fanatizar por meio de propaganda na dark web e que pode estar de posse de material de bomba. |
| Áustria                    | Segundo informações do Ministério Federal do Interior, o extremismo de direita não representa uma ameaça à democracia na Áustria. Em uma comparação europeia, o extremismo de direita na Áustria está em um nível baixo. Desde 2004, no entanto, tem havido uma crescente convergência dentro da cena extremista de direita. O Grupo de Trabalho para Política Democrática (AFP) com sua organização juvenil Bund Freier Jugend (BfJ) é considerado um ponto de encontro de extremistas de direita. A cena skinhead extremista de direita é caracterizada por um alto potencial de violência. Há sobreposições com a cena violenta do hooligan. Na cena neonazista, faltam jovens talentos que ameaçam a existência de alguns grupos extremistas de direita. |
| Portugal                   | Em 2006, o serviço secreto português classificou os neonazistas como "uma séria ameaça à segurança nacional do país". Em particular, existe o risco de aumento dos apelos à violência. |
| Romênia                    | A maioria dos extremistas de direita romenos estão pedindo uma Grande Romênia que também inclua a Moldávia e o norte da Bucovina e o sul da Bessarábia, que pertencem à Ucrânia. |
| Suíça                      | O extremismo de direita na Suíça está principalmente associado a skinheads neonazistas violentos ; para outros grupos, o termo conservador nacional ou de direita é usado. |
| Sérvia                     | As minorias nacionais, em particular, são o grupo-alvo dos atos de violência cometidos por extremistas de direita sérvios. Estes são caracterizados por atitudes antieuropeias e antiocidentais. Uma diferença para as estruturas extremistas de direita no Ocidente é a proximidade dos extremistas de direita sérvios com a Igreja Ortodoxa Sérvia, em que, por um lado, a mitologia e os símbolos da igreja são adotados e, por outro lado, partes do clero simpatizam com a direita. |
| Eslovênia                  | Além do Partido Nacional Esloveno SNS (que também está representado no Parlamento), há o Partido Nacional Trabalhista NSD com bons contatos no meio extremista de direita e, como organização com unidades paramilitares, a União Social Nacional da Eslovênia (NSZS). Além da rejeição à imigração, do discurso de ódio contra as minorias e da propagação de “manter a Eslovênia limpa”, um tema dominante dos extremistas de direita eslovenos é, acima de tudo, a hostilidade em relação à Áustria, que se baseia principalmente em reivindicações territoriais. Além disso, as alegações contra a Áustria devido à sua política supostamente anti-eslovena (também em relação à minoria eslovena) desempenham um papel importante. |
| Eslováquia                 | Na Eslováquia, o movimento extremista de direita tem orientação tradicionalista e se alimenta da veneração do prelado Jozef Tis, que foi presidente do Estado satélite eslovaco estabelecido por Hitler após a ocupação da Tchecoslováquia. Na Eslováquia, foram feitas repetidas tentativas, às vezes com sucesso, para restringir e suprimir os direitos das minorias. A minoria húngara é um inimigo histórico, já que a Eslováquia pertenceu ao Reino da Hungria até 1918. |
| África do Sul              | Partidos extremistas de direita existiam na África do Sul principalmente sob o regime do apartheid. Após o seu fim, no entanto, sua importância caiu drasticamente. O foco da disputa eram sobretudo os bôeres. |
| República Checa            | Em 17 de fevereiro de 2010, o Supremo Tribunal Administrativo de Brno ordenou a dissolução da extrema-direita Dělnická strana (Partido dos Trabalhadores, DS). Ocasionalmente ocorrem ataques a ciganos e requerentes de asilo de outra cor de pele. Para a cena extremista de direita, a República Checa é um ponto de transbordo de material de propaganda ilegal e equipamento militar, além de palco de concertos e reuniões da cena. |
| Ucrânia                    | Os extremistas de direita ucranianos estão trabalhando em conjunto com pessoas de mentalidade semelhante da Moldávia e da Geórgia contra as reivindicações dos nacionalistas poloneses, russos e romenos. Os principais atores da cena de extrema-direita incluem o partido “Svoboda” da União de Toda a Ucrânia e a organização paramilitar e o partido Setor Pravyj. Na guerra na Ucrânia desde 2014, batalhões de voluntários de extrema direita desempenharam ou às vezes desempenham um papel importante. O populista Partido Radical de Oleh Lyashko também tinha conexões com extremistas de direita, mas geralmente não é classificado como extremista de direita. |